# Franz Müllner (Politiker, 1896)
Franz Müllner (* 6. Oktober 1896 in Pyhra; † 26. Februar 1980 in St. Pölten) war ein österreichischer Politiker (ÖVP) und Landwirt. Müllner war von 1949 bis 1964 Abgeordneter zum Landtag von Niederösterreich und ab 1962 dessen 3. Präsident.
Müllner besuchte nach der Volks- und Bürgerschule die Lehrerbildungsanstalt und leistete von 1914 bis 1918 seinen Militärdienst im Ersten Weltkrieg ab, wobei er hoch dekoriert wurde. Er war beruflich als Landwirt tätig und bewirtschaftete den „Handelhof“ in Kilb. Müllner wirkte zwischen 1924 und 1934 als Bürgermeister von Rametzberg und war zwischen 1934 und 1938 sowie zwischen 1945 und 1955 Mitglied des Gemeinderates. Dazwischen diente er von 1939 bis 1940 in der Armee. Er vertrat die ÖVP zwischen dem 5. November 1949 und dem 19. November 1964 im Niederösterreichischen Landtag und war dabei ab dem 19. Juni 1962 3. Landtagspräsident. Zudem war er ab 1953 ÖVP-Hauptbezirksparteiobmann und hatte mehrere Funktionen in landwirtschaftlichen Genossenschaften inne. Er wurde in mehreren Gemeinden zum Ehrenbürger ernannt und bekam den Berufstitel Ökonomierat verliehen. 